# 孫傳芳
孫傳芳（1885年4月17日—1935年11月13日），字馨远，山東省泰安县范镇人，中華民国北京政府軍上将。孫傳芳出身直系，也曾与皖系配合，后期投靠奉系。1935年遇刺身亡。

## 生平
孫傳芳家庭自幼喪父，其出生地山東為義和團運動的興盛區，因家貧與地方動盪之故，孫家多度逃荒，在光緒二十五年（1899）落腳濟南。其姊被袁世凱親信王英楷相中迎娶，由於孫家的家境問題，王英楷允諾照顧孫家老小，孫傳芳因此得到受教育之機會。在得到王家栽培之際，王英楷認為孫傳芳天資聰明，且體格健壯，又保薦其進入北洋陸軍速成学堂從軍，從此孫傳芳進入北洋新軍。

### 崛起湖北
光緒三十年（1904），孫傳芳從北洋陸軍速成学堂畢業，獲得官費保送留學日本接受軍官教育。光緒三十四年（1908），自陸軍士官学校第6期毕业。在日本留学期间曾经加入同盟会。:798归国後的1909年，接受陸軍部之陸軍科舉考試，成绩优秀，得到步兵舉人身分。此后孫傳芳被編入馬龍標所率的陸軍第二鎮，任第二鎮第三協第五標步兵教官。第三協的統領為王占元，後來成為孫傳芳重要的上司。
民國初年，第2鎮更名为陸軍第2師，在武昌革命期間南下鎮壓革命黨，中華民國建國後未北返駐地，而是駐紮湖北省。孫傳芳逐渐升至第3旅旅長。1917年，被任命为第21混成旅旅長，隨後晉升為佔編第一師師長。1920年7月的直皖战争中，孫傳芳随其老長官王占元俘虏皖系的長江上游总司令吴光新，孫傳芳随后接任長江上游总司令。
民國十年（1921），湖南省督軍趙恆惕企圖將其統治範圍擴大至湖北省，因此發動了湘鄂戰爭，雖然趙恆惕未能成功擴大統治區，但卻讓直系選擇對王占元發起政爭。同年8月，王占元在湖北省政爭中失勢辭職下野。在吳佩孚的指名下，孫傳芳回任陸軍第2師擔任該師師長，成为两湖巡阅使吴佩孚的部属。

### 直系强人

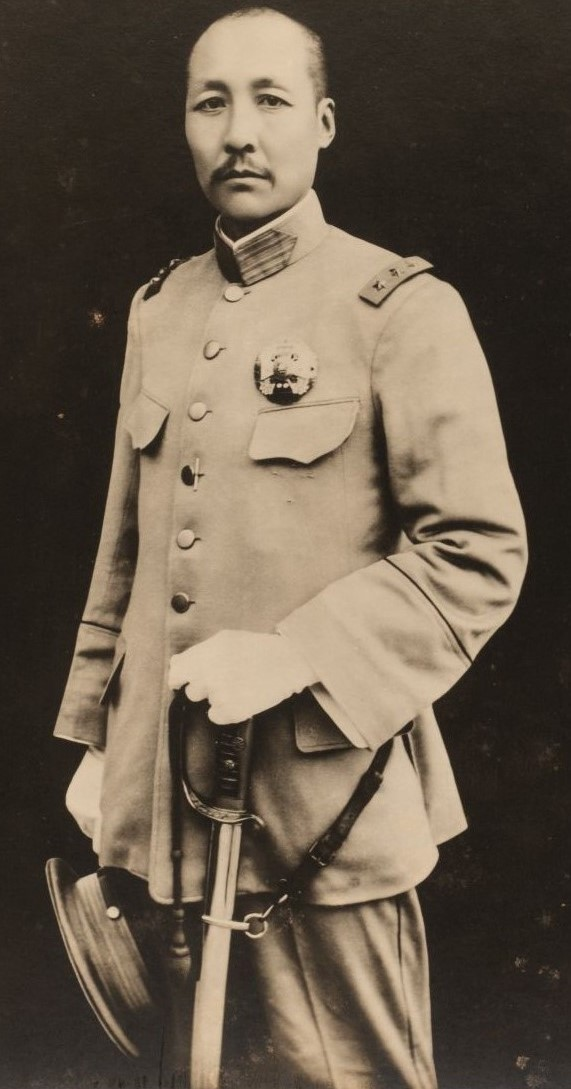
1925年的孙传芳

1922年4月的第一次直奉战争後，孫传芳成为直系成員，公开要求皖系擁立的大总統徐世昌辞职。6月徐世昌辞职，黎元洪再度出任大总統。1923年1月，孫传芳率軍赴福建省；3月20日，被任命为福建軍務督理（简称“福建督理”）。孫傳芳獲得獨立的控制地盤后，着手组建福建陆军和督署内卫部队。
1924年9月，第二次直奉战争的前哨战江浙战争打响。孫传芳支援直系的江蘇督軍齐燮元，击败皖系的浙江督軍盧永祥。此后，孫传芳被任命为閩浙巡閱使兼浙江軍務督理。其控制勢力進入浙江省。

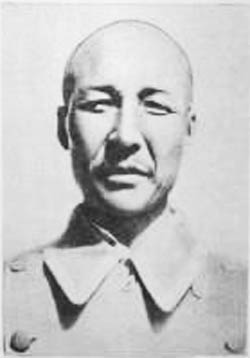
《东方杂志》第二十二卷第三号上刊登的《东南问题之再燃》中的孙传芳照片

自此，江蘇、浙江为孫传芳、齐燮元、盧永祥三人勢力鼎立。第二次直奉战争中，直系敗北，段祺瑞建立中华民国临时政府，奉系的張宗昌为支援盧永祥而南下。为此，孫传芳于1925年1月和齊燮元结成同盟，组织「江浙聯軍」迎击。段祺瑞为笼络孫传芳而任命其为浙江督办。孫传芳遂抛弃齐燮元，齐燮元陷于孤立而发表下野宣言。
同时，为了扩大在南方的勢力，奉系对孫传芳依然保持警戒。孫传芳乃秘密與馮玉祥领导的国民軍结成同盟。1925年10月，奉系的山東督軍張宗昌、江蘇督軍楊宇霆开始向孫传芳發動攻擊（反奉戰爭的浙魯战争、奉浙战争），孫传芳取得胜利。同年11月，孫传芳在南京宣布就任苏、皖、赣、闽、浙五省聯軍总司令（又称东南五省聯軍总司令）。当時，应孫传芳之邀，章太炎任（政治）顧問、蒋方震及冈村宁次任高等軍事顧問。

### 兵敗下野
1926年7月，國民革命軍北伐开始，北伐軍首先攻入以吴佩孚為盟主的直系軍閥，其庇護的盟友葉開鑫所在的湖南省。由於在北京國民政府內的派系不同，孫傳芳決定置身旁觀，讓吳佩孚與北伐軍對抗。為了抗衡當時廣州國民政府宣揚的三民主義，吳佩孚提出「愛国家、愛人民、愛敵人」的「三愛主義」及「不擒二毛」（不捉捕年長的人，典出宋襄公）。同年8月底，北伐軍在擊敗湖南省的北洋軍後，繼續北進湖北省與江西省。吳佩孚的部隊在此時在湖北省遭到北伐軍擊敗，使得北伐軍的控制區進入長江流域，並且直接與孫傳芳鄰接。孫傳芳部隊則在9月同時從江西省與福建省發兵，調動約10萬部隊企圖擊敗北伐軍，孫傳芳本人與主力部隊則到江西省迎擊北伐軍。
孫傳芳部隊在江西雖然一度擊退北伐軍，但是孫傳芳在福建的盟友周蔭人所指揮部隊則在10月初遭到北伐軍擊潰，廣州國民政府趁此佔領福建，在福建的勝利使北伐軍可抽調更多兵力進入江西與孫傳芳決戰。在此同時浙江省省長夏超宣布中立、浙江軍閥周鳳岐則消極抵抗孫傳芳的命令，安徽省籍的直系軍閥陳調元、王普也同樣抱持消極作戰的態度等待北伐軍。至11月初，北伐軍奪得南潯鐵路控制權，切斷孫傳芳部隊的交通線，使得當時主力戰場南昌與九江間之部隊無法互相支援。孫傳芳因戰況不利乘船逃離九江返回南京，失去領導者的孫傳芳軍士氣潰散，包括南昌與九江在11月中以前都遭到北伐軍佔領，進入江西省的孫傳芳軍主力遭到北伐軍給殲滅，江西省也被北伐軍給奪占。孫傳芳的統治範圍退守浙江、安徽與江蘇省。
在軍事籌碼大減的情況下，孫傳芳試圖與奉系軍閥改善關係，11月20日，专门前往天津与张作霖等奉系将领会面，并和張宗昌共同拥立張作霖任安国軍总司令，孫传芳任副司令兼五省聯軍总司令。張宗昌則在此時獲得安國軍副總司令兼直魯聯軍總司令一職。

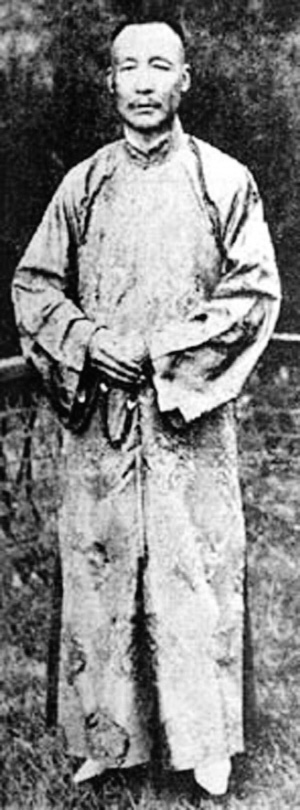
遇刺前的孙传芳

但是，奉系並沒有因為與孫傳芳關係改善而提供軍事援助，僅有張宗昌發兵南下援助孫傳芳，無法有效恢復軍事實力的孫傳芳也難以指揮張宗昌的部隊抵抗國民革命軍的北進。此時北洋政府的長江艦隊決定向廣州國民政府投誠，原先駐紮上海的部隊也反叛接受國民政府編遣，在上海孤軍奮戰的直魯聯軍無法與北伐軍對抗，1927年3月，南京失守，孫傳芳的統治區僅剩長江以北的江蘇省區域。雖然在同年4月12日，國民政府爆發內鬥，且北上的徐州戰役亦告頓挫，孫傳芳曾在寧漢分裂企圖反撲，但是在龍潭戰鬥再度兵敗，孫傳芳的戰力在此再度遭到重創。
1928年初，南京國民政府發動第二期北伐，孫傳芳此時可指揮的兵力僅剩第一方面軍，由張宗昌支援的人力組成約9個師。這批部隊在山東省南部遭到北伐軍給重創，且戰且退之後進入天津，由方面軍副司令官鄭俊彥向閻錫山所指揮的國民革命軍第三集團軍投降，這個方面軍在北伐戰爭結束後被縮編為國民革命軍第九軍所屬的國民革命軍第47師，失去軍事力量的孫傳芳從此失勢下野，一度投靠張学良麾下，但後仍因感到人身安全受威脅而避居大連。1931年（民国20年）九一八事变爆发后，孫传芳隱居於天津英租界之內禮佛誦經度日。

### 遇刺身亡

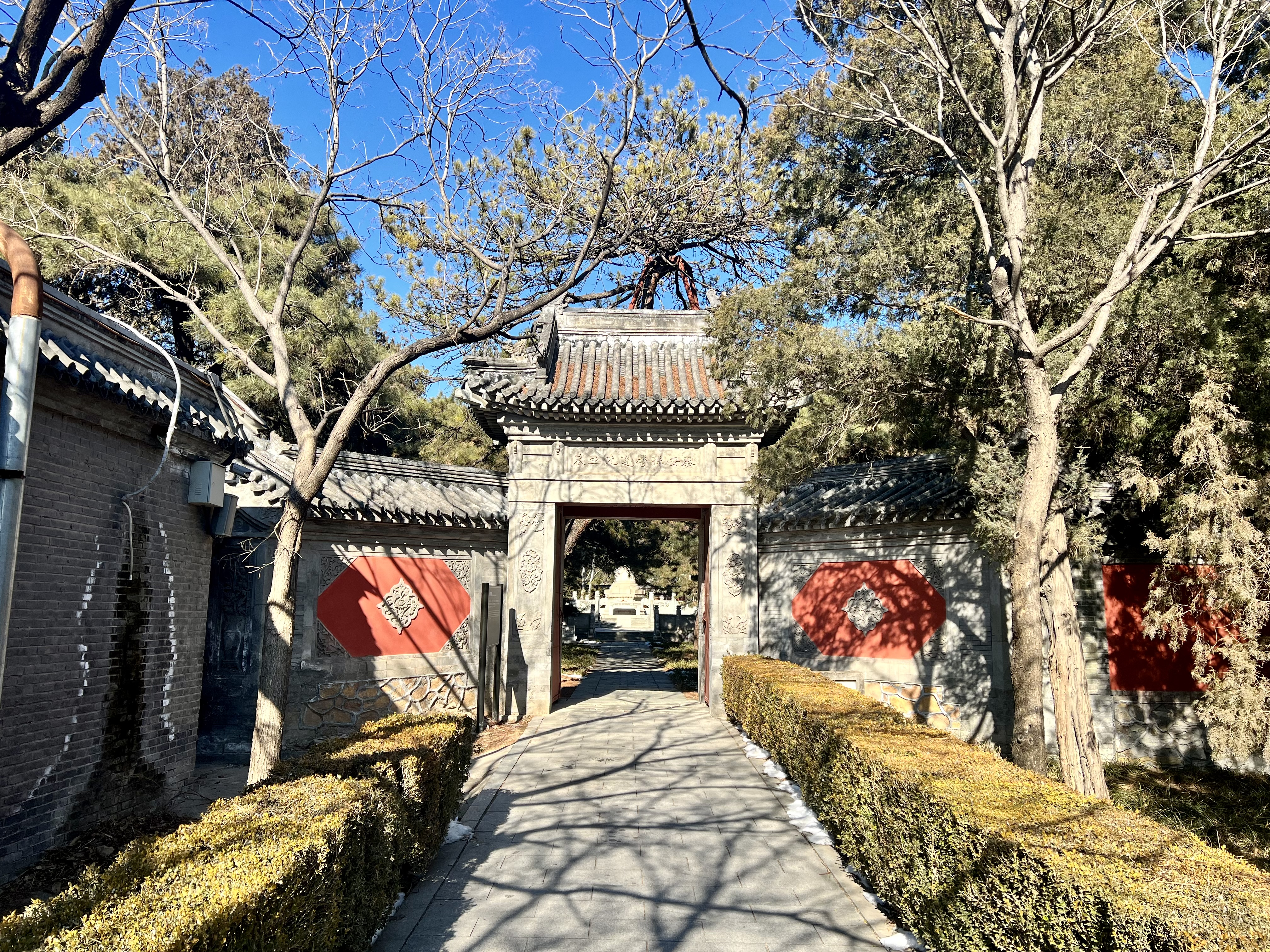
位于香山植物园内的孙传芳墓入口处

1935年11月13日，孫传芳被張宗昌部下施從濱之女施剑翘刺杀身亡。施剑翘之父施從濱在直奉战争固鎮戰鬥中戰敗被孫传芳俘虏，後遭處決並曝屍三日三夜。施剑翘为报仇雪恨，埋伏在天津佛教居士林，趁其誦经之時，从其背後枪击。孫传芳當場身亡，年51岁。葬于北京西山卧佛寺东南，即孙传芳墓，现位于北京植物园内。

## 家庭
孫生有子女七人，其中子四人，分别为孙家裕、孙家震、孙家均、孫家勤；女三人。四子孫家勤为画家，乃張大千之弟子，曾任台灣師範大學美術系教授。